# Rafael Roca
Rafael Roca (1859-1893) fue un reconocido periodista, orador y militante anarcocomunista español, con importante actuación en Argentina.

## Vida
De profesión zapatero, colaboró con la prensa ácrata española entre 1886 y 1889. Perseguido por la policía, tuvo que abandonar la península y se mudó a París, y poco después a Buenos Aires (1888). Allí su resentida salud tuvo una gran mejoría. 
Era famoso por sus capacidades oratorias. Se le atribuye el Manifiesto de Barracas, en octubre de 1889, que acarreó la represión de conocidos militantes como Indalecio Cuadrado, Francisco Fo y Gabriel Abad. Tuvo que refugiarse en Montevideo, donde editó el periódico La Voz del Trabajador. 
De vuelta en Buenos Aires, colaboró intensamente con el periódico individualista (antiorganizacionista) El Perseguido. Fue fundador del grupo Tierra y Libertad en Buenos Aires (1889). Entre 1891 y 1893 destacó como orador en numerosos mítines.
Falleció en Buenos Aires, el 2 de junio de 1893. 